# Троян Катерина Сергіївна
Катерина Сергіївна Троян (позивний «Мяу»; 28 квітня 1993 — † 6 червня 2025, Покровський напрямок, Донецька область, Україна) — українська військовослужбовиця, операторка FPV-дронів 82-ї окремої десантно-штурмової бригади. Учасниця російсько-української війни. Загинула під час виконання бойового завдання. Кандидатка на присвоєння звання Героя України (посмертно).

## Біографія
Катерина Троян народилася 28 квітня 1993 року. Була єдиною донькою в родині. До Збройних сил України вступила добровільно з глибоким розумінням боротьби за свободу та незалежність.
Під час служби стала однією з найрезультативніших операторок FPV-дронів. Виконувала бойові завдання у найгарячіших точках фронту, зокрема на Донеччині та в Курській області Російської Федерації. Катерина здійснила понад 1000 успішних бойових вильотів.
Загинула 6 червня 2025 року під час виконання бойового завдання на Покровському напрямку Донецької області. 05 червня 2025 отримала тяжке поранення, була евакуйована до лікарні ім. Мечникова в Дніпрі, де померла.

## Вшанування
- 2025 року віце-спікерка Верховної Ради України Олена Кондратюк представила історію Катерини Троян на міжнародній фотовиставці «Жінки на захисті України» у Лондоні.
- У червні 2025 року розпочато збір підписів під петицією щодо присвоєння Катерині Троян звання Герой України (посмертно).
- В її пам’ять була створена авторська пісня «Myau», яку написав та випустив музичний проєкт BoB’s Tune Hub. Пісня вийшла у форматі відеокліпу на YouTube:«Myau»